# Lepidopoda sylphina
Lepidopoda sylphina is een vlinder uit de familie van de wespvlinders (Sesiidae), onderfamilie Sesiinae.
Lepidopoda sylphina is voor het eerst wetenschappelijk beschreven door George Francis Hampson in 1919. De soort komt voor in het Afrotropisch gebied.